# Castellers de Vilanova - Colla de Mar
Els Castellers de Vilanova - Colla de Mar, també coneguts com a Colla de Mar de Vilanova, va ser una colla castellera de Vilanova i la Geltrú, al Garraf, fundada el 1972 i dissolta el 1983. Vestien amb camisa de color blau marí i els seus millors castells assolits van ser el 4 de 7 amb l'agulla carregat, el 3 de 7, el 4 de 7 i el pilar de 5 aixecat per sota. El 3 d'octubre de 1982, al IX Concurs de castells de Tarragona assoliren la millor actuació de la història de la colla amb el 4 de 7 amb l'agulla carregat, i el 3 de 7, el 4 de 7 i el pilar de 5 aixecat per sota descarregats. Mentre estigué activa, va conviure i actuar amb quatre colles més de la comarca del Garraf: els Bordegassos de Vilanova (també del 1972); i els Castellers de Sitges (1971–1987), els Castellers de Ribes (1981–1985) i la Colla Jove de Vilanova (1982–1994), actualment desaparegudes. El 13 de desembre de 1981, en la commemoració del centenari del ferrocarril, van fer un intent, sense èxit, de pilar de 6 aixecat per sota. També en aquella diada van descarregar el 3 de 7 i van fer un intent fallit de 4 de 7 amb l'agulla.

## Participació en concursos
| Resultat              |
| --------------------- |
| Descarregat (D)       |
| Carregat (C)          |
| Intent (I)            |
| Intent desmuntat (ID) |

El Castellers de Vilanova - Colla de Mar participaren en tres concursos de castells: el concurs de castells de Mobles Quer (1973) i dues edicions consecutives del concurs de castells de Tarragona (1980 i 1982). La següent taula mostra el resultat de les actuacions realitzades als concursos en què va participar:
| Participació en concursos             |                        |        |           |          |                 |         |         |       |       |       |
| Concurs                               | Data                   | Rondes | Rondes    | Rondes   | Rondes          | Rondes  | Rondes  | Punts | Pos.  | Ref.  |
| Concurs                               | Data                   | 1a     | 2a        | 3a       | 4a              | 5a      | 6a      | Punts | Pos.  | Ref.  |
| ------------------------------------- | ---------------------- | ------ | --------- | -------- | --------------- | ------- | ------- | ----- | ----- | ----- |
| Concurs de castells de Mobles Quer    | 21 d'octubre de 1973   | 4de7   | 2de6      | 3de7     | Pde5            | —       | —       | 1.090 | 7/9   | [ 5 ] |
| VIII Concurs de castells de Tarragona | 28 de setembre de 1980 | 3de6   | 2de6      | 4de7     | 3de7(i)         | 3de7(i) | 3de7(i) | 690   | 12/16 | [ 6 ] |
| IX Concurs de castells de Tarragona   | 3 d'octubre de 1982    | 3de7   | 4de7a(id) | 4de7a(c) | 5de7(i) 5de7(i) | 4de7    | Pde5ps  | 1.495 | 11/20 | [ 7 ] |